# María José Maldonado
María José Maldonado Gómez là một ca sĩ, người mẫu và nghệ sĩ làm đẹp người Paraguay. Cô cũng là đại diện cho Paraguay tại cuộc thi Hoa hậu Hoàn vũ 2007.

## Thông tin cá nhân
Cô là một luật sư chuyên nghiệp, tốt nghiệp ngành Luật Đại học Quốc gia Asuncion (UNA) lớp 2009, sinh viên xuất sắc danh dự.
Maldonado được bổ nhiệm làm Đại sứ và sứ giả của Tổ chức Hòa bìh Quốc tế từ Paraguay đến Liên Hợp Quốc, tại Hàn Quốc vào ngày 27 tháng 6 năm 2010, bởi ông Chungwon Choue, Chủ tịch GCS International (Thiện chí, Hợp tác và Dịch vụ) và cũng là Chủ tịch Liên đoàn Taekwondo Thế giới.

## Cuộc thi sắc đẹp
Ngày 17 tháng 3 năm 2007, cô được trao vương miện Hoa hậu Hoàn vũ Paraguay 2007 và đại diện cho đất nước của mình tham gia cuộc thi Hoa hậu Hoàn vũ 2007. Cuộc thi được tổ chức vào ngày 28 tháng 5 năm 2007, tại Mexico City, Mexico. Maldonado lọt vào top 17 trong cuộc thi. Cô cũng đại diện cho đất nước của mình tham dự cuộc thi Reina Hispanoamericana 2007 được tổ chức tại Santa Cruz, Bolivia và đoạt giải Á hậu 1 "Princesa HIspanoamericana", Á hậu 1 trong cuộc thi Hoa hậu Aerosur, Trang phục đẹp nhất và Hoa hậu Ăn ảnh.

## Cuộc thi hát
Sau khi tham gia cuộc thi Hoa hậu Hoàn vũ 2007, cô thi đấu ở Cantando por un sueño, một cuộc thi ca hát ở Paraguay, dựa trên chương trình đến từ nước Anh It Takes Two vào tháng 11 năm 2007 trong buổi trình diễn cuối cùng, Maria và cộng sự của cô, Sebastián Castillo xếp thứ hai chung cuộc.